# Criodion murinum
Criodion murinum là một loài bọ cánh cứng trong họ Cerambycidae.